# Josep Icart
Josep Icart (Tarragona, 1928 — 1985) fou un pintor tarragoní, format a l'Escola-Taller d'Art de la Diputació de Tarragona. Va ser tota una celebritat en el món de l'Art, especialment per l'estreta vinculació amb els seus ideals i pensaments que el van acompanyar i van caracteritzar una obra molt personal i ben diferent a tota l'època.

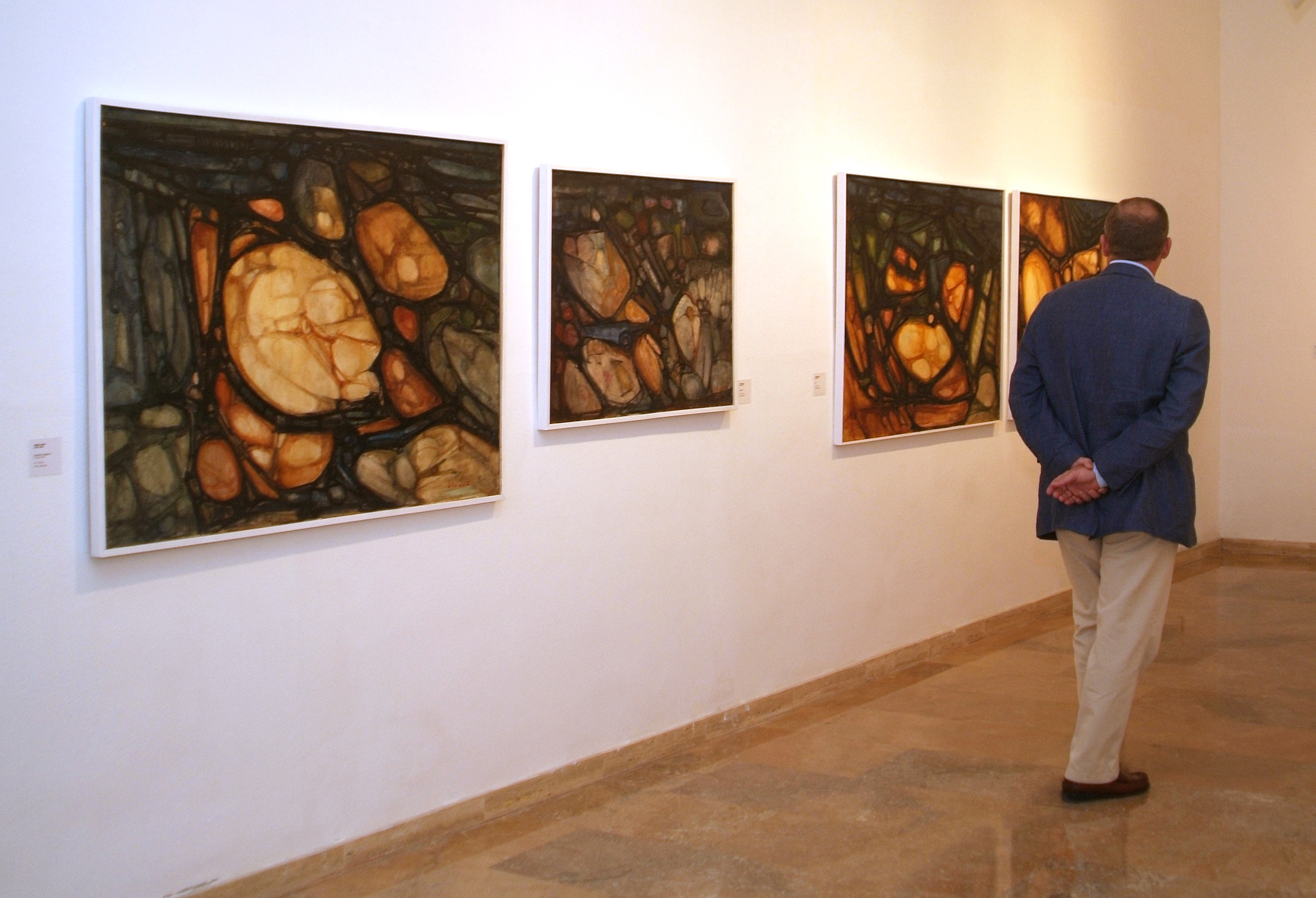
Museu d'Art Modern de Tarragona

## Vida
Josep Icart i Espallargas, neix al Pla de la Seu de Tarragona el 19 de juliol de 1928. Des de la infantesa mostra una gran predilecció per la pintura i el dibuix. Icart va ser un d’aquests artistes tarragonins que rebé la seva formació a l'Escola-Taller d’Art de la Diputació, on anys més tard també va ser professor, igual que el seu company Tomás Olivar. Amb només 15 anys al 1943 aconsegueix una beca d’estudis de la Diputació. En els seus inicis es dedicà principalment a la decoració i la restauració, de les quals existia molta demanda, fruit de les destrosses de la Guerra. Viatja en diferents ocasions per tal de conèixer el patrimoni passat i present, tot i que mai va tenir una predilecció fixa i concreta. Va guanyar diverses medalles en concursos i sempre va destacar per una personalitat inamovible que el va acompanyar tota la seva vida. Finalment mor l'any 1985 quan està a punt d’inaugurar l’Ambaixada cultural tarragonina a Barcelona, exposició de dibuixos i poemes que esdevindrà un homenatge a l’artista.

## Estil
En els seus inicis, Icart ja era un geni en el domini del dibuix i la tècnica de composició, a més, tenia un sisè sentit pel que fa al color, però era hàbil en l'execució, caracteritzada per la seva pinzellada desimbolta, intensa que denotava certa influència dels mestres postimpressionistes catalans. Ambtot, va anar allunyant-se del concepte formal i pur i a vegades enganyós per declinar-se cap a composicions aparentment abstractes. En aquest sentit, va configurar un llenguatge personal “únic en la línia del seu temps”, que va impossibilitar que la seva creativitat fos acceptada a Tarragona, on encara les institucions i la gent estaven educats sota uns paradigmes artístics retrògrads que reclamaven obres com les d’abans. La tercera etapa, contextualitzada als anys setanta és “rebel, fosca i turmentada. Formes orogèniques, com grutes agitades, d’un ritme convuls”. Però, en els últims anys abandona el negre i els contrastos agressius per deixar pas a “una línia sinuosa i autònoma, que es desenvolupa en l'espai en sentit horitzontal i d'una manera cada cop més maquinal, automàtica, instintiva, amb una llibertat absoluta" Ara la llum i el color esdevenen cabdals, la seva intensitat fa que brollin com si una simfonia de tons pastels envaís el quadre apropant a l'espectador al misticisme de l’infinit.
| « | Una obra interioritzada, pura i autèntica, d’indubtable qualitat i relleu, de la qual fem sortir a la llum en aquesta mostra una selecció prou significativa amb voluntat de retre merescut homenatge a tan extraordinària fidelitat a l’art i a la terra" | » |

## Concursos
- 1954: Segon premi a la XII Exposición Nacional de Arte de San Sebastián
- 1955: Guanya el primer premi de l’Exposició Provincial d’Art de Tarragona i beca per ampliar estudis a Madrid
- 1956: Rep la medalla de bronze de Pintura Nacional
- 1959: Premi de la Exposición Nacional de Arte de San Sebastián
- 1974: Obté la XX Medalla Tapiró d’Or de la IV Biennal de la Diputació de Tarragona
- 1981: menció honorífica a la XXIII Medalla Tapiró de Pintura

## Exposicions col·lectives
- 1950: Exposa amb altres companys a l'Escola-Taller d’Art de Tarragona.
- 1953: I Concurs-Exposició Biennal d’Art a Montblanc.
- 1953: I Concurso-Exposición Provincial de Arte. Al Centro de Lectura de Reus.
- 1953: Josep Icart, Ignasi Mallol i Tomás Olivar exposen a la Sala del Sindicat d’Iniciativa a Tarragona.
- 1954: XII Exposición Nacional de Arte de San Sebastián.
- 1955: II Concurso-Exposición Provincial de Arte al Centro de Lectura de Reus.
- 1956: III Concurso-Exposición Provincial de Arte a Reus.
- 1959: Exposició del Cercle Pere Johan a la Sala del Sindicat d'Iniciativa, Tarragona.
- 1968: XVII Salón de Grabado (Homenaje a Goya). A la Sala d'Exposicions de la Direcció General de Belles Arts a Madrid.
- 1968: Exposición Nacional de Bellas Artes.Al Palau del Retiro, Madrid.
- 1968: XVIII Salón de Grabado, a la Sala d'Exposicions de la Direcció General de Belles Arts, Madrid.
- 1970: Exposición Nacional de Arte Contemporáneo.
- 1970-71: I Bienal Nacional de Pintura. Premi Félix Adelantado, Saragossa.
- 1971: II Bienal Nacional de Pintura organitzada per la Companyia de seguros Bilbao a la sala del Reial Cercle Artístic, Barcelona.
- 1972: Concurso Nacional de Pintura: Paisaje Asturiano. Convocat per l'Instituto de Estudios Asturianos d'Oviedo al Palacio de Toreno.
- 1974: Certamen IV Bienal Nacional, XX Medalla Tapiró, XVIII Julio antonio de pintura i escultura. A la Sala d'exposicions Rotonda de la Excma. Diputació de Tarragona.
- 1975: XIV Certamen Internacional de Pintura al Claustre de Santo Domingo, organitzat per l'Ajuntament de Pollensa.
- 1976: Concurs Nacional de Pintura. Pobles i paisatges d’Espanya. Fundació cultural F. Estrada Saladich. A la Galeria Mundi Art, Barcelona.
- 1977: 2a Fira Nacional de Dibuix. Al Museu d’Art Modern de Tarragona
- 1977: XVII Fira de Dibuix i de la Pintura. Figueres
- 1978: XXXIX Exposición Nacional de Artes Plásticas a Valdepeñas
- 1980: Federació Sindical d’Artistes Plàstics de Tarragona, al Museu d'Art Modern de Tarragona
- 1981: Concurs XXIII Medalla Tapiró de pintura. XXI Medalla Julio Antonio d’escultura.
- 1982: VIII Concurs de Pintura “Villa Almonacid de Zorita” a Guadalajara
- 1982: Mostra d’Arts Plàstiques de la Federació Sindical d’Artistes Plàstics de Catalunya al Museu d'Art Modern de Tarragona
- 1984: Homenatge a Apel·les Fenosa. El Vendrell
- 1985: Artistes en busca d’un espectador al Col·legi d’Arquitectes de Catalunya i Balears.
- 1987: Exposició antològica a manera d'homenatge al Museu d’Art Modern de Tarragona

## Exposicions Individuals
- 1971: Al Club Integral Mixto de Tarragona.
- 1981: Al Museu d’Art Modern de Tarragona.
- 1982: "Mostra de Pintura de J. M. Icart" a Institut d’Estudis Vallencs, Valls.
- 1982: "Josep Icart", a la Sala d’art Cop d’Ull de Lleida.
- 1983: "Óleos" a la Galería de Arte Quattrocento de Tarragona.
- 1983: Exposició de Dibuixos i Pintures, a la sala d’Exposicions del Centre de Comerç de Tortosa.
- 1984: "El desig de la tarda"; Exposició de dibuixos a la cera amb textos de Fransesc Valls, s'exposà primer al Museu d’Art Modern de Tarragona, i després a l'Institut d’Estudis Vallencs (Valls).
- 1984: "Dibuixos amb poemes" a l’Hotel Terminal, Barcelona.
- 1987: "Josep Icart. Tarragona 1928-1985". Exposició-homenatge al Palau de la Diputació de Tarragona.
- 1988: "Icart. Pintura del 1970-1975. Època fosca", s'exposa a la Sala Miró del Govern Civil de Tarragona.

Se sap que va tenir diverses ofertes per exposar a Alemanya i als Estats Units, també per dissenyar decorats de teatre a França o per donar classes a La Universitat de Mèxic. Però, segons la seva estudiosa Raquel Medina, en Josep Icart sempre va ser un home molt familiar i introvertit, no gaire expert en les relacions públiques.

## Arts i oficis
Icart també va ser un expert de les arts aplicades “fent seu amb total naturalitat l’ideal d’Arts & Crafts, de la Bauhaus o del mateix modernisme català" Ell oscil·lava entre la bellesa de l'ofici, i el vell ofici, ja que la seva tasca de decorador i restaurador va ser àmplia, especialment pel que fa a la ciutat de Tarragona. Allí va realitzar la restauració global de la Casa Castellarnau, la Casa Tutelar de Sant Josep o l'ermita de la Salut.